# Ingeborg Friebel
Ingeborg Friebel (* 14. April 1925 in Schulzendorf; † 10. März 1978 in Berlin) war eine deutsche Kinderbuchillustratorin in der DDR.

## Leben und Werk
Ingeborg Friebel studierte von 1947 bis 1952 an der Kunsthochschule Berlin-Weißensee und arbeitete danach freischaffend als Malerin und Grafikerin in Berlin, insbesondere als Illustratorin für Zeitschriften und Bücher. Bekannt wurde sie als außerordentlich produktive Gestalterin und Illustratorin von Kinderbüchern, darunter viele Papp-Bilderbücher für Kleinkinder. Sie illustrierte Bücher mit Texten bekannter Kinderbuchautoren und -autorinnen wie Günther Feustel, Anne Geelhaar, Lilo und Gerhard Hardel, Walter Krumbach, Nils Werner, Anneliese Probst und Manfred Weinert. Die meisten der von ihr illustrierten Bücher erschienen im Kinderbuchverlag Berlin und im Altberliner Verlag Lucie Groszer. Außerdem entwarf Ingeborg Friebel Briefmarken für die Deutsche Post der DDR. Von 1957 bis 1968 kamen 39 von ihr gestaltete Marken an die Schalter.
Ingeborg Friebel war Mitglied des Verbandes Bildender Künstler der DDR. 1956 und 1959 wurde sie im Wettbewerb „Schönste Bücher der DDR“ geehrt.
Ihr künstlerische Gesamtnachlass befindet sich in der Staatsbibliothek Berlin.

## Buchillustrationen (Auswahl)
- Günther Feustel: Uli und sein Schweinchen Jo. Der Kinderbuchverlag, Berlin 1954.
- Lilo Hardel: Otto und der Zauberer Faulebaul. Der Kinderbuchverlag Berlin, Berlin 1956. (Ausgezeichnet im Wettbewerb „Schönstes Buch des Jahres 1956“.)
- Anneliese Probst: Schulgeschichten. Der Kinderbuchverlag, Berlin 1956.
- Stanislaw Lem: Der Planet des Todes. Verlag Volk und Welt, Berlin 1958.
- Walter Krumbach: Meine Puppenkinder. Altberliner Verlag Lucie Groszer, 1959.
- Franz Fühmann: Vom Moritz der kein Schmutzkind mehr sein wollte. Der Kinderbuchverlag, Berlin 1959. (Ausgezeichnet im Wettbewerb „Schönstes Buch des Jahres 1959“.)
- Hans Petzsch: Familie Krietsch. Eine Hamster-Lebensgeschichte für Kinder. Rudolf Arnold Verlag, Leipzig 1960.
- Anne Geelhaar: Drei Hasen im Schnee. Der Kinderbuchverlag, Berlin 1962.
- Andrée Clair: Bemba. Altberliner Verlag Lucie Groszer, Berlin 1963.
- Elisabeth Hering: Kostbarkeiten aus dem deutschen Märchenschatz. Altberliner Verlag Lucie Groszer, Berlin 1965.
- Wolfgang Zeiske: Förster Grünrock erzählt – Von den Tieren in Park und Aue. Der Kinderbuchverlag, Berlin 1966.
- Nils Werner: Keino, der Läufer mit der Fackel. Der Kinderbuchverlag, Berlin 1968.
- Annemarie Lesser: Ich wachse jeden Tag ein Stück. Der Kinderbuchverlag, Berlin 1975.
- Gerhard Hardel: Hellas – Geschichten vom alten Griechenland. Der Kinderbuchverlag, Berlin 1975.
- Manfred Weinert: Olaf vom Turm. Der Kinderbuchverlag, Berlin 1983.

## Entwürfe für Briefmarken (Auswahl)
- 1957 1. Todestag von Bertolt Brecht (1 Marke)
- 1960 Einheimische Heilpflanzen (Serie mit 5 Marken)
- 1964 bis 1968 Volkstrachten (Serie mit 16 Marken)
- 1964 V. Pioniertreffen (2 Marken)
- 1967 Berühmte deutsche Schriftsteller und Opernkomponisten (Serie mit 4 Marken)